# Cade Maddox
Cade Maddox (ur. 7 marca 1988 w Gautier) − amerykański aktor pornograficzny.

## Życiorys
Urodził się w Gautier w stanie Missisipi, dorastał z dwiema siostrami. Karierę w gejowskiej branży porno rozpoczął w 2017, kiedy to został dostrzeżony na Grindrze przez producenta filmowego Jasona Sparksa, z którym wkrótce podpisał kontrakt. Współpracował także z innymi wytwórniami, takimi jak: The Big C Men, Cocky Boys, Falcon Studios, MEN, Mile High, Lucas Entertainment i Naked Sword.
W 2019 zdobył branżową nagrodę Grabby dla najlepszego aktywa. W 2020 odebrał Str8UpGayPorn Awards dla ulubionego wykonawcy aktywnego (za występ w filmie Scared Stiff 2) i ulubionej gwiazdy porno. W 2021 otrzymał GayVN Award w kategorii Ulubiony penis oraz dwie nagrody Grabby w kategoriach: najgorętszy penis i najgorętszy aktyw. W 2022 zdobył nagrodę Grabby dla najgorętszego aktywa i wykonawcy roku. W styczniu 2025 otrzymał GayVN Awards w kategoriach: ulubiony penis, ulubione ciało i ulubiony aktyw.

## Życie prywatne
Rozwiódł się po trzech latach małżeństwa z mężczyzną.
Ma kilka tatuaży: napis „Nancy” na lewym ramieniu oraz symbole krzyża na prawym ramieniu i w górnej części pleców.

## Nagrody i nominacje
| Rok  | Nagroda                 | Kategoria                              | Film                                 | Inni wykonawcy                                     | Rezultat  |
| ---- | ----------------------- | -------------------------------------- | ------------------------------------ | -------------------------------------------------- | --------- |
| 2019 | Fleshbot Awards         | Najlepsze ciało                        | –                                    | –                                                  | Nominacja |
| 2019 | GayVN Awards            | Najlepszy debiutant                    | –                                    | –                                                  | Nominacja |
| 2019 | Grabby Award            | Najlepszy debiutant                    | –                                    | –                                                  | Nominacja |
| 2019 | Grabby Award            | Najlepszy aktyw                        | –                                    | –                                                  | Wygrana   |
| 2019 | Grabby Award            | Najgorętszy penis                      | –                                    | –                                                  | Nominacja |
| 2019 | Grabby Award            | Najgorętsze ciało                      | –                                    | –                                                  | Nominacja |
| 2019 | Grabby Award            | Wykonawca roku                         | –                                    | –                                                  | Nominacja |
| 2019 | Grabby Award            | Najlepszy rimming                      | Cade Has a Big Fat Dick              | Justin Matthews                                    | Nominacja |
| 2019 | Grabby Award            | Najlepszy rimming                      | Swim Meat                            | Remy Cruze                                         | Nominacja |
| 2019 | Grabby Award            | Najlepszy aktor wspierający            | Gay Divorcees                        | –                                                  | Nominacja |
| 2019 | Nagroda portalu Pornhub | Najpopularniejszy gejowski wykonawca   | –                                    | –                                                  | Nominacja |
| 2020 | StraightUpGayPorn Award | Ulubione ciało                         | –                                    | –                                                  | Nominacja |
| 2020 | StraightUpGayPorn Award | Ulubiony penis                         | –                                    | –                                                  | Nominacja |
| 2020 | StraightUpGayPorn Award | Ulubiony wykonawca aktywny             | Scared Stiff 2                       | –                                                  | Wygrana   |
| 2020 | StraightUpGayPorn Award | Ulubiona gwiazda porno                 | –                                    | –                                                  | Wygrana   |
| 2020 | GayVN Awards            | Najlepsza scena fetyszu                |                                      | Taylor Reign                                       | Nominacja |
| 2020 | GayVN Awards            | Najlepsza scena seksu grupowego        | Rocco Steele’s Cell Block D          | Nick Capra, Rocco Steele, Alessio Vega, Ray Diesel | Nominacja |
| 2020 | GayVN Awards            | Najlepszy aktor wspierający            | A Stepbrother’s Obsession            | –                                                  | Nominacja |
| 2020 | GayVN Awards            | Najlepsza scena seksu triolizmu        | Preloaded                            | Michael Roman, Clay Towers                         | Nominacja |
| 2020 | GayVN Awards            | Wykonawca roku                         | –                                    | –                                                  | Wygrana   |
| 2020 | GayVN Awards            | Najlepszy wykonawca aktywny            | Scared Stiff 2: The Amityville Whore | –                                                  | Wygrana   |
| 2020 | GayVN Awards            | Ulubiona gwiazda porno                 | –                                    | –                                                  | Wygrana   |
| 2021 | GayVN Awards            | Najlepsza scena seksu w duecie         | Dirty Doctor                         | Zario Travezz                                      | Nominacja |
| 2021 | GayVN Awards            | Najlepsza scena seksu triolizmu        | Bro Buddies                          | Dylan Hayes, Josh Moore                            | Nominacja |
| 2021 | GayVN Awards            | Ulubiony penis                         | –                                    | –                                                  | Wygrana   |
| 2021 | Grabby Awards           | Najlepszy aktor wspierający            | –                                    | –                                                  | Nominacja |
| 2021 | Grabby Awards           | Najgorętszy penis                      | –                                    | –                                                  | Wygrana   |
| 2021 | Grabby Awards           | Najgorętszy aktyw                      | –                                    | –                                                  | Wygrana   |
| 2021 | Grabby Awards           | Najgorętsze ciało                      | –                                    | –                                                  | Nominacja |
| 2021 | Grabby Awards           | Wykonawca roku                         | –                                    | –                                                  | Nominacja |
| 2021 | Grabby Awards           | Najgorętszy rimming                    | –                                    | Troy Accola                                        | Nominacja |
| 2021 | Grabby Awards           | Najlepsza międzynarodowa gwiazda porno | –                                    | –                                                  | Nominacja |
| 2022 | Grabby Awards           | Najgorętszy aktyw                      | –                                    | –                                                  | Wygrana   |
| 2022 | Grabby Awards           | Wykonawca roku                         | –                                    | –                                                  | Wygrana   |
| 2022 | Grabby Awards           | Najgorętszy penis                      | –                                    | –                                                  | Nominacja |
| 2022 | Grabby Awards           | Najgorętsze ciało                      | –                                    | –                                                  | Nominacja |
| 2022 | Grabby Awards           | Najlepszy aktor wspierający            | Tales From the Locker Room 2         | –                                                  | Nominacja |
| 2022 | Grabby Awards           | Najlepszy duet                         | Let’s Get Quenched                   | Tristan Hunter                                     | Nominacja |